# 月岡鈴
月岡 鈴（つきおか すず、1988年1月2日 - ）は、日本の女優、モデル。旧芸名は倉林 美貴（くらばやし みき）。
東京都出身。

## 来歴
- 2017年3月、2年間所属していたエイジアプロモーションを退社[2]。

## 出演

### テレビドラマ
- 見たいなみたいなぁ（テレビ埼玉） - ミライ 役
- 彼岸島 Love is over 第1話 - 第3話（2016年9月21日 - 10月5日、MBS） - 梢 役
- おかしな刑事（テレビ朝日） - 森聡子 役
  - 美しき女流作家の死 消えた殺害現場と“三角破り”の謎 那須塩原〜向島を結ぶ運命の紅い帯（2015年12月26日）
  - 殺人劇場!スポットライトを浴びた死体〜完全密室の謎（2016年10月22日）
  - 消えた遺言書・内縁の夫が次々と死ぬ…疑惑の女と娘の遺産争い・婚活パーティ潜入捜査!（2017年4月6日）
  - おかしな刑事2022 年忘れ!!大感謝スペシャル（2022年12月27日）
  - おかしな刑事 最終回！大千秋楽スペシャル（2024年1月6日）
- 出張鑑定人・宝来伝吉 パート2（2016年2月27日、フジテレビ） - 明應総合病院の看護師 役
- おかしな刑事スピンオフおかしな弁護士（テレビ朝日） - 森聡子役
  - 初登場！おかしな刑事から生まれた新企画　こけし殺人事件（2017年8月6日）
  - 幼馴染からの依頼に、弁護士・行人は裁判と恋心との狭間で揺れる!（2018年1月14日）

### 映画
- 想い出の渚（2007年4月28日） - アンナ役
- ごくやん 〜絆篇〜（2015年3月15日） - 雅タキ 役
- KIRI -「職業・殺し屋。」外伝-（2015年6月20日） - アヤコ 役
- アリスインデッドリースクール･アジタート（2017年10月30日） - 柏村香 役

### 舞台
- 埋蔵金（2009年2月5日 - 8日、池袋・東京芸術劇場小ホール2） - 永井加奈子 役
- LAST SMILE（2009年3月19日 - 22日、日暮里・d-倉庫） - さよ 役
- BLUE HEART（2009年5月28日 - 31日、池袋・シアターグリーンBIG TREE THEATER） - 蛍 役
- BANK☆PUNC（2009年7月1日 - 5日、東京芸術劇場小ホール2） - 森内佳織 役
- 60兆の追放者（2010年2月10日 - 14日、大塚・萬劇場） - ミヤケマユ 役
- 新白無垢の鬼（2010年8月11日 - 15日、下落合・TACCS1179） - 静音 役
- 匣の中（2010年12月1日 - 5日、大塚・萬劇場） - れい役
- 果樹の在処
  - （2011年7月27日 - 31日、笹塚ファクトリー） - 池内杏 役
  - （2017年1月19日 - 22日、池袋・シアターグリーンBOX in BOX THEATER） - 梨花 / 女 役
- 退魔夜行カレン〜契霊の理〜（2011年9月8日 - 11日、日暮里・d-倉庫） - 霧島ツブラ 役
- 一握の紲（2012年2月22日 - 26日、萬劇場） - 世莉 役
- Re:サービス（2012年6月5日 - 10日、中野・劇場MOMO）
- 纏繞の夕月（2012年9月26日 - 30日、笹塚ファクトリー） - 白糸礼子 役
- バイオハザードカフェで朝食を（2013年2月6日 - 10日、六本木・俳優座劇場） - 科学者 役
- 迷中の学舎（2013年10月9日 - 13日、笹塚ファクトリー） - 中野ひとみ 役
- 青い十字架（2013年11月29日 - 12月8日、中野ザ・ポケット） - 春菜 役
- 異人たちのラプソディ（2014年4月16日 - 20日、劇場MOMO）
- 朱の半宵（2014年8月6日 - 10日、日暮里・d倉庫） - シズナ 役
- 四則演算 - 彩 役
  - （2015年8月20日 - 23日、要町・アトリエ第七秘密基地）
  - （2018年4月5日 - 8日、遊空間がざびぃ）
- ブリキの卓袱台（2015年11月4日 - 8日、学芸大学・千本桜ホール） - 主演・明日華 役
- 魔王湯口と5人の勇者たち（2015年12月18日 - 20日、アトリエ第七秘密基地）
- 守里の双眸（2016年2月18日 - 21日、吉祥寺シアター） - サツキ 役
- お子さまランチ（2016年5月18日 - 22日、シアターグリーンBOX in BOX THEATER）
- Express（2016年7月7日、THEATRE1010） - ザネリ 役
- マーメイドブーツ（2016年9月2日 - 5日、新宿村LIVE） - メディテレニア 役
- 最悪のメタファー（2016年12月21日 - 25日、てあとるらぽう）
- フクロウガスム（2017年2月22日 - 26日、劇場HOPE） - ウサギ 役
- TABOO（2017年3月7日 - 12日、萬劇場）
- ピクトグラム（2017年4月4日 - 9日、シアター風姿花伝）
- 原点快気（2017年4月20日 - 23日、明石スタジオ）
- 籠女の禽（2017年6月9日 - 11日、中板橋新生館） - 亜門真里 役
- センスレス（2017年7月9日 - 11日、調布市せんがわ劇場） - 神の秘書 役
- ココカラBOX（2017年7月19日 - 23日、小劇場B1） - 中村真美 役
- ヒミツ Situation3 「密室」（2017年8月18日 - 26日、SUMUZO STUDIO HACCHOBORI）
- はっぴぃらいふ
  - （2017年9月16日・17日、石川県女性センター）
  - （2017年9月23日・24日、セラトピア土岐）
- アリスインデッドリースクール・ノクターン（2017年10月4日 - 9日、新宿村LIVE） - 柏村香 役[3]
- 彼女の、利口な自殺未遂。（2017年11月22日 - 26日、ウエストエンドスタジオ） - 和泉 役
- 運転代行ロボットYAYAKO4（2017年12月15日 - 24日、SUMUZO STUDIO SHINBASHI）
- 悪のヒーロー（2017年12月21日、池袋GEKIBA）[注 1]
- 屋上のレンジャー！（2018年1月11日 - 14日、「劇」小劇場）
- QuartZ -クォーツ-（2018年7月12日 - 16日、TACCS1179）
- 萩家の三姉妹（2023年6月8日 - 12日、Air Studio）
- ノーザンライツvsメキシカンギャング（2024年2月17日 - 25日、「劇」小劇場）[4]
- ジキルの告白 大学助教授教え子殺人事件（2024年11月6日 - 12日、サンモールスタジオ）[5]

### CM
- ニベア
- 8×4
- 大明化学工業 天使の美肌水（2007年 - ）
- アメニティーズ「よろこびの街 100万ドル」
  - 「情熱 の日」 編（2010年2月 - ）
  - 「プレミアム9」 編（2010年2月 - ）
  - 「ハネ-1Dynamite」 編（2010年2月 - ）
  - 「ターゲット7」 編（2010年2月 - ）
  - 「モンスター5」 編（2010年2月 - ）
  - 「デジハネイベント遊4」 編（2010年2月 - ）
  - 「アム×小諸 大喧嘩の日」 編（2010年2月 - ）
  - 「にこちゃん大行進」 編（2010年2月 - 12月）
  - 「100万ドルの日」 編（2010年2月 - ）
  - 「55周年」 編（2010年2月 - ）
  - 「大海ザブ〜ン！」 編（2010年3月 - ）
  - 「復活！二子 の日」 編（2010年2月 - ）
  - 「3祭り」 編（2010年9月 - ）
    - おとうさん編
    - サンマ釣り？編

  - 「神科リニューアル」 編（2010年12月 - 2011年1月）
    - 年末編
    - 正月編

  - 「タマッタワー」 編（2010年12月 - ）
  - 「7メモリー」 編（2011年1月 - ）
  - 「9展開」 編（2011年1月 - ）
  - 「にこちゃん大行進」 編（2011年1月 - ）
    - 水着編

  - 「春夏秋冬」 編（2011年6月 - ）
  - 「上田サミット」 編（2011年6月 - ）
  - 「6なもんじゃね」 編（2011年6月 - ）
  - 「Smilway」 編（2011年10月 - ）
  - 「笑顔あふれる100万ドル」 編（2012年8月 - ）
  - 「スマイルがブーム」 編（2012年9月 - ）
  - 「ニコニコにー（笑顔あふれる）」 編（2012年10月 - ）
  - 「ニコニコにー（塩田店リポート）」 編（2012年11月 - ）
- 信州INAセミナーハウス（2010年 - ）企業HP

### ラジオ
- ガールズサイド(仮)（2010年7月4日 - 、さいたまcityFM）準レギュラー

### WEB
- あおいあめ（2010年7月8日 - 、恋愛♂妄想TV） - ナオミ 役
- 優妃の胸キュン☆ドットネット 第118回（2010年8月1日 - 、ソフトフォーカス ポッドキャストラジオ）
- ex fly bee（2011年2月25日 - 、YouTubeネットラジオ）

### PV
- 葦笛『白になった世界』（2007年11月）
- 葦笛『きせき』（2008年12月）
- Best Partner『今のままで』（2011年10月）
- 浜崎あゆみ『Step by step』（2015年7月）

### オリジナルショートムービー
- 葦笛『さよなら』（2009年12月）

### DVD
- LOVING YOU（2007年4月20日、竹書房）

### イベント
- 天使の美肌水Presents STAIRS in MATSUMOTO 2008（2008年9月13日）
- SNF2008×BIG FAMILY＠横浜BLITZ（2008年9月15日） - MC
- 天使の美肌水Presents STAIRS in MATSUMOTO 2013（2013年4月12日）
- mousa〜未来の女神たち〜vol.4ハロウィンスペシャル（2017年10月22日、池袋 Only you）

### 情報番組
- 100万ドルTV（2012年9月7日 - 2014年10月3日、長野朝日放送）